# Élections législatives de 1988 dans l'Allier
Les élections législatives françaises de 1988 se déroulent les 5 et 12 juin 1988. Dans le département de l'Allier, quatre députés étaient à élire dans quatre circonscriptions.

## Élus
| Circonscription | Député sortant        | Parti                 | Parti                 | Député élu           | Parti | Parti |
| --------------- | --------------------- | --------------------- | --------------------- | -------------------- | ----- | ----- |
| 1re             | Scrutin proportionnel | Scrutin proportionnel | Scrutin proportionnel | François Colcombet   |       | PS    |
| 2e              | Scrutin proportionnel | Scrutin proportionnel | Scrutin proportionnel | Pierre Goldberg      |       | PCF   |
| 3e              | Scrutin proportionnel | Scrutin proportionnel | Scrutin proportionnel | André Lajoinie       |       | PCF   |
| 4e              | Scrutin proportionnel | Scrutin proportionnel | Scrutin proportionnel | Jean-Michel Belorgey |       | PS    |

## Positionnement des partis
L'UDF et le RPR se présentent unis sous l'étiquette « Union du Rassemblement et du Centre » tandis que les candidats du Parti socialiste se rangent sous la bannière de la « Majorité présidentielle pour la France unie », slogan de la campagne présidentielle de François Mitterrand.

## Résultats

### Résultats au niveau du département
| Parti          | Parti                               | Premier tour | Premier tour | Second tour | Second tour | Sièges |
| Parti          | Parti                               | Voix         | %            | Voix        | %           | Sièges |
| -------------- | ----------------------------------- | ------------ | ------------ | ----------- | ----------- | ------ |
|                | Union pour la démocratie française  | 38 650       | 21,80        | 67 385      | 35,42       | 0      |
|                | Rassemblement pour la République    | 15 802       | 8,91         | 19 439      | 10,23       | 0      |
|                | Divers droite                       | 11 875       | 6,70         | Retrait     | Retrait     | 0      |
|                | Union du Rassemblement et du Centre | 66 327       | 37,42        | 86 824      | 45,69       | 0      |
|                |                                     |              |              |             |             |        |
|                | Parti socialiste                    | 50 685       | 28,59        | 46 909      | 24,68       | 2      |
|                | La France unie                      | 50 685       | 28,59        | 46 909      | 24,68       | 2      |
|                |                                     |              |              |             |             |        |
|                | Parti communiste français           | 49 914       | 28,16        | 56 304      | 29,63       | 2      |
|                | Front national                      | 10 343       | 5,83         |             |             | 0      |
|                |                                     |              |              |             |             |        |
| Inscrits       | Inscrits                            | 265 942      | 100,00       | 266 038     | 100,00      | 4      |
| Abstentions    | Abstentions                         | 84 677       | 31,84        | 69 025      | 25,95       |        |
| Votants        | Votants                             | 181 265      | 68,16        | 197 013     | 74,05       |        |
| Blancs et nuls | Blancs et nuls                      | 3 996        | 2,2          | 6 976       | 3,54        |        |
| Exprimés       | Exprimés                            | 177 269      | 97,8         | 190 037     | 96,46       |        |

### Résultats par circonscription

#### Première circonscription (Moulins)
| Candidat       | Candidat               | Parti          | Premier tour | Premier tour | Second tour | Second tour |  |
| Candidat       | Candidat               | Parti          | Voix         | %            | Voix        | %           |  |
| -------------- | ---------------------- | -------------- | ------------ | ------------ | ----------- | ----------- |  |
|                | Jean-Paul Martin       | RPR (URC)      | 15 802       | 40,41        | 19 439      | 45,35       |  |
|                | François Colcombet élu | PS             | 14 742       | 37,7         | 23 424      | 54,65       |  |
|                | Jean-Claude Mairal     | PCF            | 6 538        | 16,72        |             |             |  |
|                | Danièle de Salvert     | FN             | 2 019        | 5,16         |             |             |  |
|                |                        |                |              |              |             |             |  |
| Inscrits       | Inscrits               | Inscrits       | 58 729       | 100,00       | 58 723      | 100,00      |  |
| Abstentions    | Abstentions            | Abstentions    | 18 811       | 32,03        | 14 857      | 25,3        |  |
| Votants        | Votants                | Votants        | 39 918       | 67,97        | 43 866      | 74,7        |  |
| Blancs et nuls | Blancs et nuls         | Blancs et nuls | 817          | 2,05         | 1 003       | 2,29        |  |
| Exprimés       | Exprimés               | Exprimés       | 39 101       | 97,95        | 42 863      | 97,71       |  |

#### Deuxième circonscription (Montluçon)
| Candidat       | Candidat             | Parti          | Premier tour | Premier tour | Second tour | Second tour |  |
| Candidat       | Candidat             | Parti          | Voix         | %            | Voix        | %           |  |
| -------------- | -------------------- | -------------- | ------------ | ------------ | ----------- | ----------- |  |
|                | Pierre Goldberg élu  | PCF            | 17 257       | 37,22        | 26 873      | 56,23       |  |
|                | Jean Gravier         | UDF (AD) (URC) | 13 853       | 29,88        | 20 920      | 43,77       |  |
|                | Albert Chaubard      | PS             | 13 005       | 28,05        | Retrait     | Retrait     |  |
|                | Charles Mac Clenihan | FN             | 2 254        | 4,86         |             |             |  |
|                |                      |                |              |              |             |             |  |
| Inscrits       | Inscrits             | Inscrits       | 69 531       | 100,00       | 69 656      | 100,00      |  |
| Abstentions    | Abstentions          | Abstentions    | 22 040       | 31,7         | 19 278      | 27,68       |  |
| Votants        | Votants              | Votants        | 47 491       | 68,3         | 50 378      | 72,32       |  |
| Blancs et nuls | Blancs et nuls       | Blancs et nuls | 1 122        | 2,36         | 2 585       | 5,13        |  |
| Exprimés       | Exprimés             | Exprimés       | 46 369       | 97,64        | 47 793      | 94,87       |  |

#### Troisième circonscription (Gannat)
| Candidat       | Candidat                     | Parti          | Premier tour | Premier tour | Second tour | Second tour |  |
| Candidat       | Candidat                     | Parti          | Voix         | %            | Voix        | %           |  |
| -------------- | ---------------------------- | -------------- | ------------ | ------------ | ----------- | ----------- |  |
|                | André Lajoinie sortant réélu | PCF            | 20 052       | 40,31        | 29 431      | 55,51       |  |
|                | Bernard Coulon               | UDF (PR) (URC) | 15 875       | 31,91        | 23 592      | 44,49       |  |
|                | Marcel Pisani                | PS             | 9 691        | 19,48        | Retrait     | Retrait     |  |
|                | Jean-Claude Candille         | FN             | 3 069        | 6,17         |             |             |  |
|                | Philippe Genest              | Divers droite  | 1 059        | 2,13         |             |             |  |
|                |                              |                |              |              |             |             |  |
| Inscrits       | Inscrits                     | Inscrits       | 72 430       | 100,00       | 72 415      | 100,00      |  |
| Abstentions    | Abstentions                  | Abstentions    | 21 536       | 29,73        | 17 527      | 24,2        |  |
| Votants        | Votants                      | Votants        | 50 894       | 70,27        | 54 888      | 75,8        |  |
| Blancs et nuls | Blancs et nuls               | Blancs et nuls | 1 148        | 2,26         | 1 865       | 3,4         |  |
| Exprimés       | Exprimés                     | Exprimés       | 49 746       | 97,74        | 53 023      | 96,6        |  |

#### Quatrième circonscription (Vichy)
| Candidat       | Candidat                           | Parti          | Premier tour | Premier tour | Second tour | Second tour |  |
| Candidat       | Candidat                           | Parti          | Voix         | %            | Voix        | %           |  |
| -------------- | ---------------------------------- | -------------- | ------------ | ------------ | ----------- | ----------- |  |
|                | Jean-Michel Belorgey sortant réélu | PS             | 13 247       | 31,5         | 23 485      | 50,66       |  |
|                | Claude Malhuret                    | UDF (PR) (URC) | 8 922        | 21,22        | 22 873      | 49,34       |  |
|                | Jacques Lacarin sortant            | diss. UDF      | 8 204        | 19,51        | Retrait     | Retrait     |  |
|                | René Bardet                        | PCF            | 6 067        | 14,43        |             |             |  |
|                | André Lamoureux                    | FN             | 3 001        | 7,14         |             |             |  |
|                | Georges Frélastre                  | diss. UDF      | 2 612        | 6,21         |             |             |  |
|                |                                    |                |              |              |             |             |  |
| Inscrits       | Inscrits                           | Inscrits       | 65 252       | 100,00       | 65 244      | 100,00      |  |
| Abstentions    | Abstentions                        | Abstentions    | 22 290       | 34,16        | 17 363      | 26,61       |  |
| Votants        | Votants                            | Votants        | 42 962       | 65,84        | 47 881      | 73,39       |  |
| Blancs et nuls | Blancs et nuls                     | Blancs et nuls | 909          | 2,12         | 1 523       | 3,18        |  |
| Exprimés       | Exprimés                           | Exprimés       | 42 053       | 97,88        | 46 358      | 96,82       |  |